# Pite kontrakt
Pite kontrakt är ett kontrakt inom Svenska kyrkan i Luleå stift.
Kontraktskod är 1105

## Administrativ historik
Kontraktet bildades 1 juli 1959 
från del av då upphörda Norrbottens södra kontrakt
- Piteå landsförsamling som 2010 uppgick i Piteå församling
- Piteå stadsförsamling  som 2010 uppgick i Piteå församling
- Älvsby församling
- Norrfjärdens församling
- Hortlax församling

1 juli 1990 tillfördes från av då upphörda Jokkmokks kontrakt
- Arvidsjaurs församling
- Arjeplogs församling

## Kontraktsprostar
| Ämbetstid | Namn                 | Levnadstid | Övrigt                              |
| --------- | -------------------- | ---------- | ----------------------------------- |
| 1959–1960 | Carl Yngve Andersson |            | Kyrkoherde i Älvsby församling.     |
| 1960–1961 | Carl Olof Degerman   |            | Kyrkoherde i Hortlax församling.    |
| 1961–1969 | Torsten Nilsson      | 1904–      | Kyrkoherde i Piteå landsförsamling. |
| 1969–1979 | Henrik Sandberg      | 1912–2002  | Kyrkoherde i Piteå landsförsamling. |
| 1979–1984 | Sigvard Spinel       |            | Kyrkoherde i Piteå landsförsamling. |
| 1985–1991 | Henning Berglund     |            | Kyrkoherde i Piteå stadsförsamling. |
| 1991–1999 | Ove Morén            |            | Kyrkoherde i Piteå stadsförsamling. |
| 2025      | Anna Andersson       |            | Kyrkoherde i Hortlax församling.    |